# Георгіївська церква (Попівка)
Георгіївська церква — дерев'яна церква у селі Попівка Зіньківського району Полтавської області.

## Історичні відомості
Час будівництва дерев'яної церкви в ім'я св. Георгія Переможця у с. Попівка Зіньківського пов. (тепер Зіньківського р-ну) не встановлений. Перша згадка про неї, як існуючу, датується 1763, що засвідчується срібною позолоченою гробницею, яка була виготовлена на кошти ієрея Пантеймона Івановича та його сина Гната. У 1790 церква була розібрана. Новий, дерев'яний храм збудували 1797 з дозволу Чернігівського архієпископа Віктора. 1870 до церкви прибудували дерев'яну дзвіницю, 1880 поставили на мурований цоколь, 18.10.1880 наново освятили.
У 1902 володіла 31 дес. 1600 кв. саж., у 1912 — 33 дес. ружної землі. Мала 2 будинки для квартир причта. Діяли бібліотека, церковнопарафіяльна школа (містилася у спеціально побудованому будинку).
До парафії входив хут. «по Голтві». 1902 парафіян — 1109 душ чоловічої, 1107 душ жіночої статі; 1912 парафіян привілейованих станів — 10, міщан — 22, козаків — 1032, селян — 28.
Георгіївська церква закрита 1930 і перетворена на зерносклад. Відновила діяльність 1942. Громада зареєстрована 09.09.1944.

## Сучасність
У новітній час громада зареєстрована 30.06.1992 за № 106. Богослужіння проводяться у культовій споруді.
Напередодні Великодня, 22 квітня 2011 року, згоріла дотла дерев'яна будівля церкви.

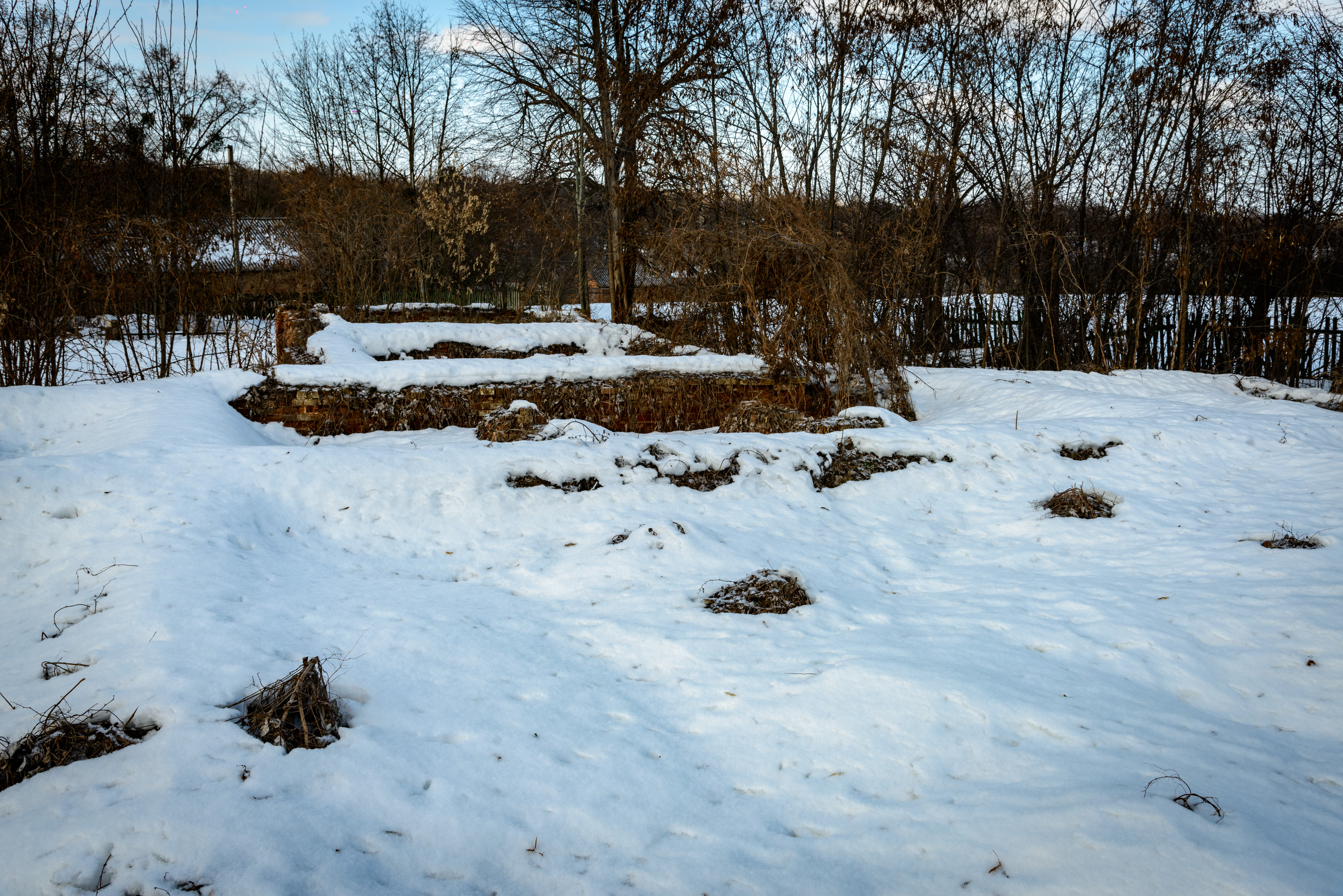
залишки цоколя згорівшої церкви
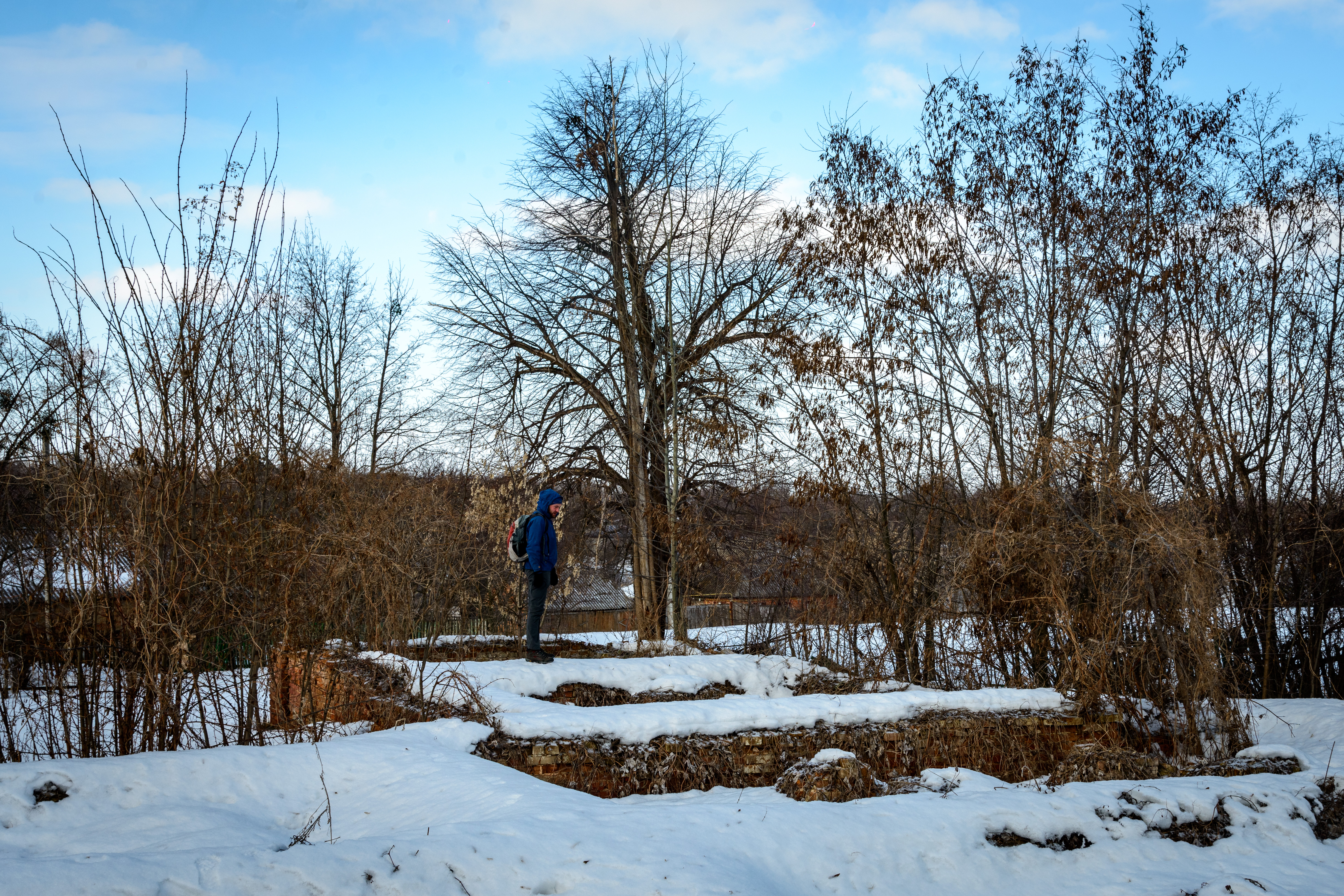
залишки цоколя згорівшої церкви
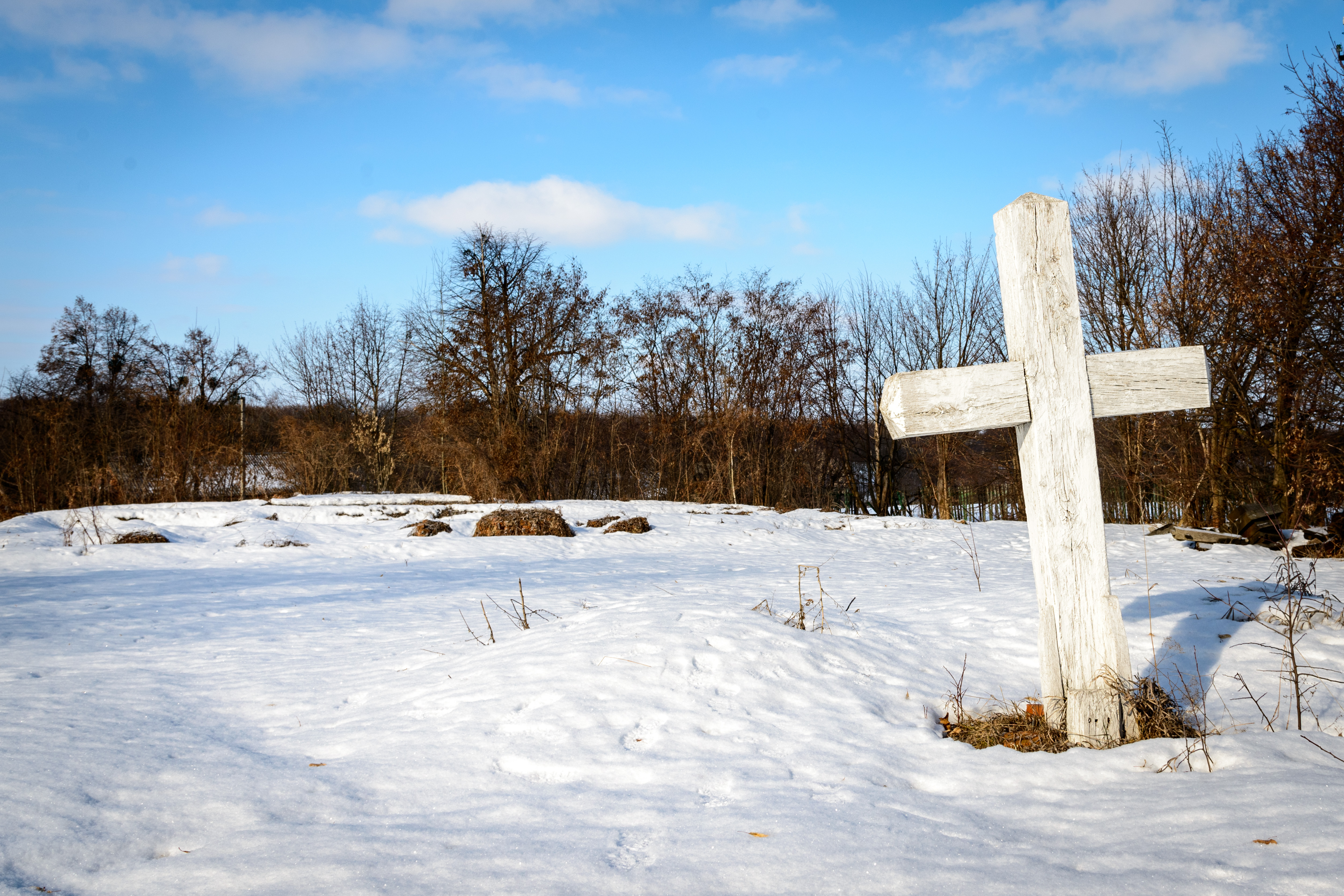
могила на тетиторії церкви
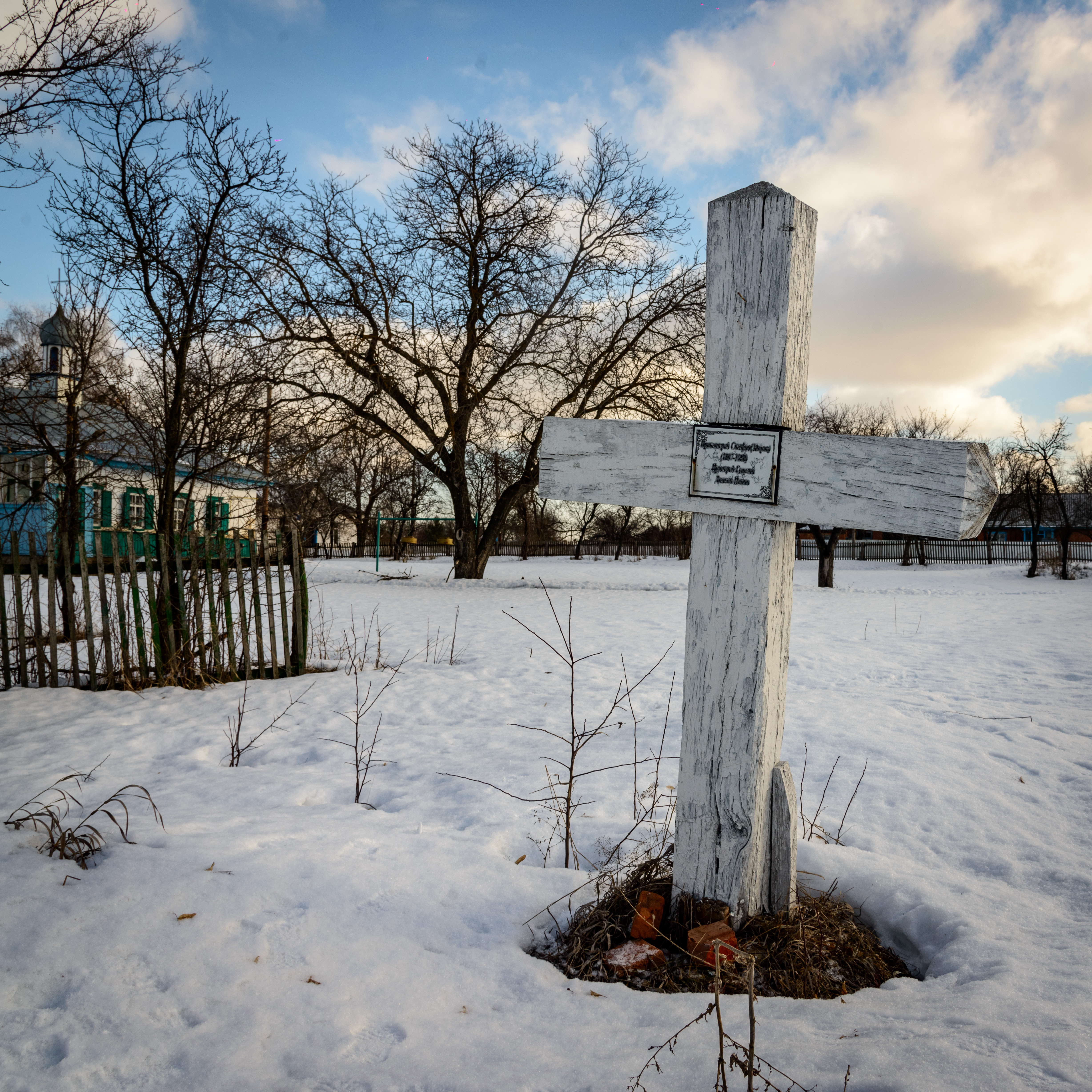
могила на території церкви
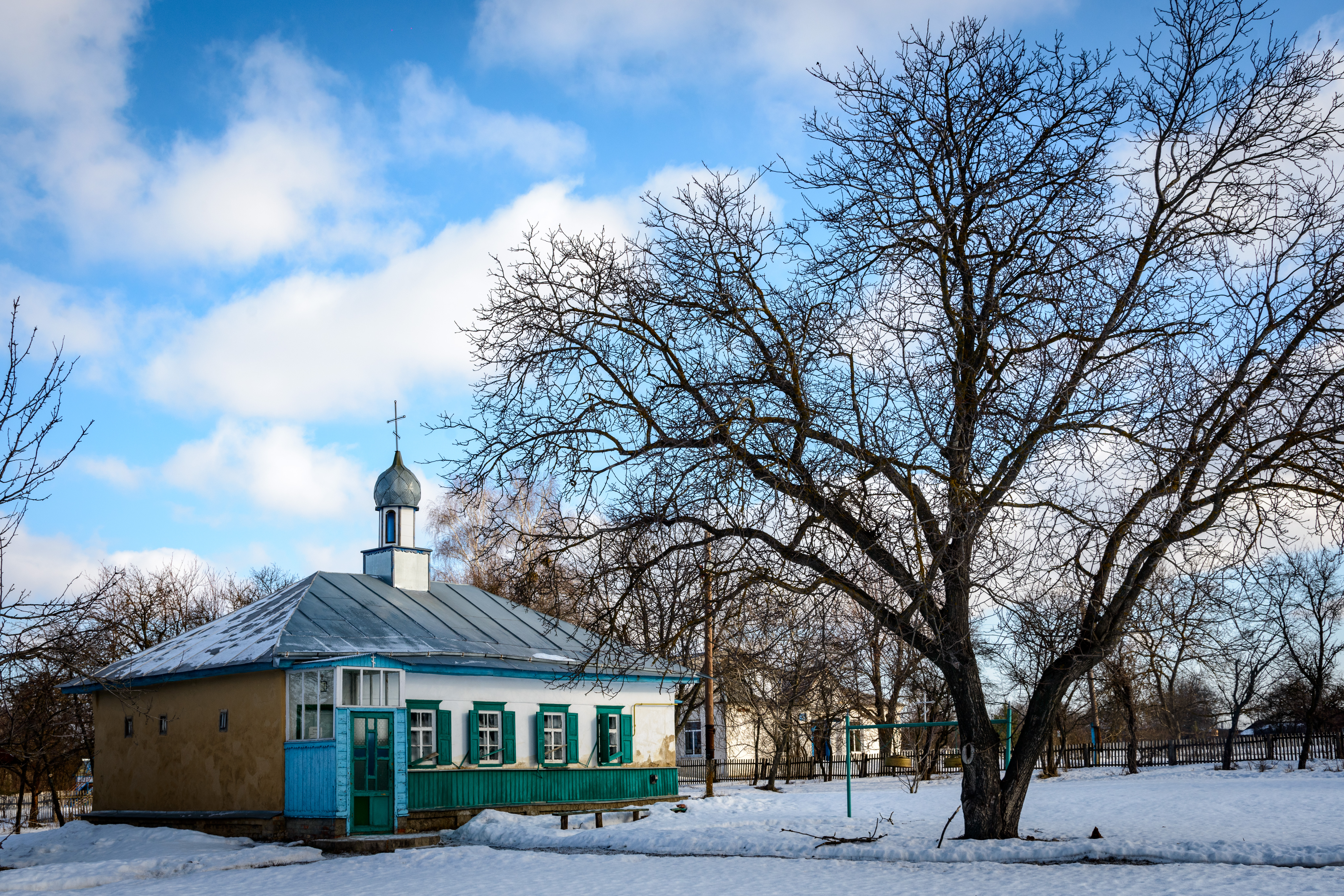
приміщення церкви

## Відомі служителі церкви
із священиків:
- Григорій Пилипович Гонтаровський (1902, 1912, у сані з 1884, нагороджений скуфією 1896),
- Бондаревський (кін. 1920-х),
- Андрій Звягольський (1940-і),
- протоієрей Павло Ігорович Лапоногов (з 26.09.1964);

із псаломщиків:
- Олексій Іоаннович Полушкін (1902, на посаді з 1900),
- Тит Никифорович Здоров (1912), із паламарів:
- Никифір Павлович Здоров (позаштатний 1902);

із церковних старост:
- козак Терентій Андрійович Пругло (1902),
- міщанин Микола Мойсеєвич Хмелик (1912),
- Уляна Федорівна Бровко (2008).